# إنديانا جونز أند ذا ستاف أوف كينغز
إنديانا جونز أند ذا ستاف أوف كينغز (بالإنجليزية: Indiana Jones and the Staff of Kings)‏، هي لعبة فيديو كندية من نوع أكشن، صدرت اللعبة في الأسواق سنة 2009، وهي من تطوير بيهيفيور إنتراكتيف الكندية، ومن نشر لوكاس آرتز الأمريكية، وتعمل على منصات وي ونينتندو دي أس وبلاي ستيشن بورتبل وبلاي ستيشن 2.